# 382 Додона
382 Додона (382 Dodona) — астероїд головного поясу, відкритий 29 січня 1894 року Огюстом Шарлуа у Ніцці.
Тіссеранів параметр щодо Юпітера — 3,180.